# نورتین کایا اوغلو

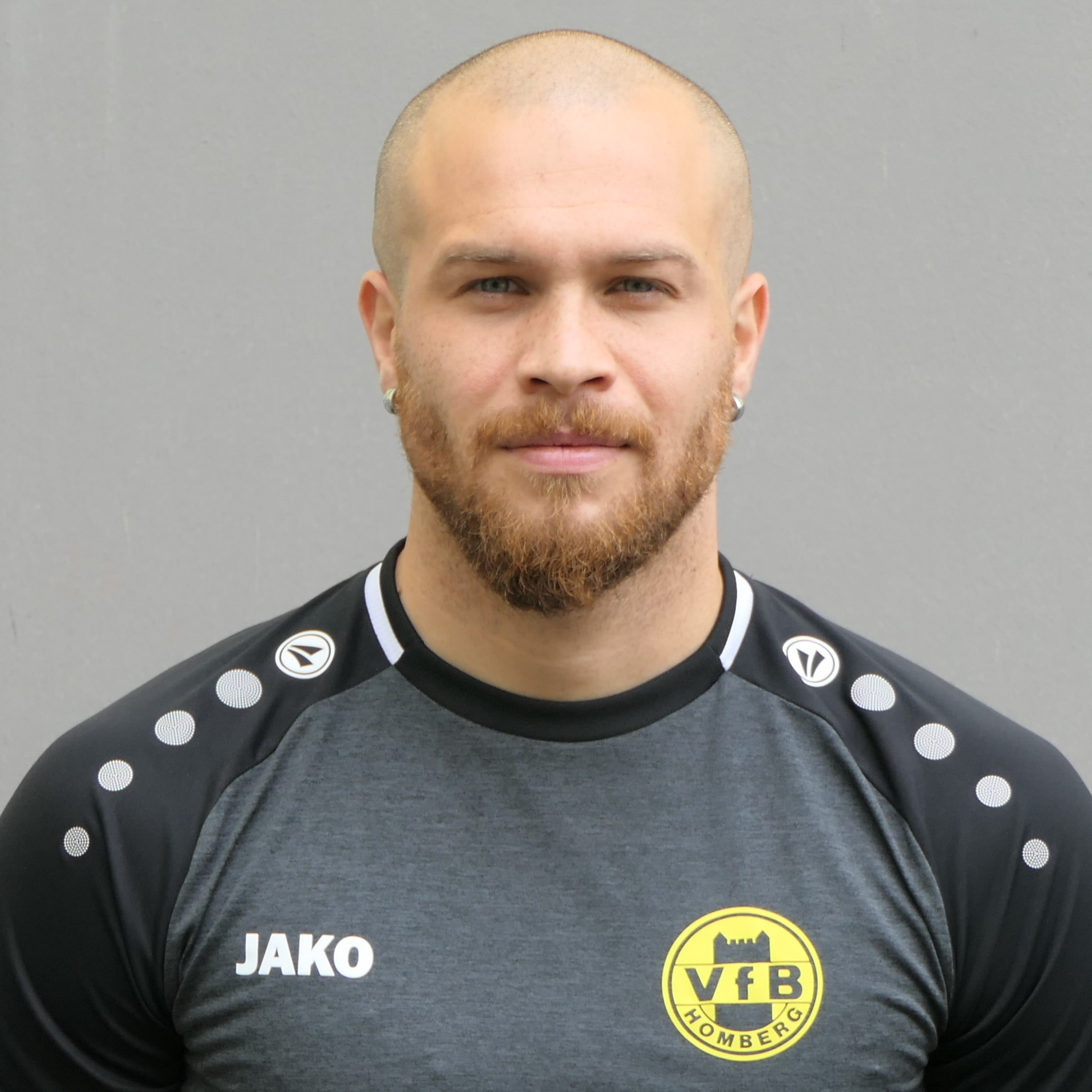
نورتین کایا اوغلو در سال ۲۰۱۹

نورتین کایا اوغلو (انگلیسی: Nurettin Kayaoğlu؛ زادهٔ ۸ ژانویهٔ ۱۹۹۲) بازیکن فوتبال اهل ترکیه است.
از باشگاه‌هایی که در آن بازی کرده‌است می‌توان به باشگاه ورزشی بولوسپور، باشگاه ورزشی آدانا دمیرسپور، باشگاه فوتبال قیصریه‌اسپور، و باشگاه فوتبال دویسبورگ اشاره کرد.
وی همچنین در تیم‌های ملی فوتبال Turkey national under-17 football team, Turkey national under-19 football team، و زیر ۲۱ سال ترکیه بازی کرده‌است.